# Đổng Ngạc thị
Đổng Ngạc thị (chữ Hán: 董鄂氏; tiếng Mãn: ᡩᠣᠩᡤᠣ
ᡥᠠᠯᠠ, Möllendorff: Donggo hala), cũng gọi Đống Ngạc thị (栋鄂氏), Đông Cổ thị (冬古氏), Đông Quả thị (东果氏) hay Đông Ngạch thị (东额氏), là một họ của người Nữ Chân và được liệt vào một trong Mãn tộc Bát đại tính.
Dòng họ này ở triều Thanh tương đối không nhiều, nhưng chi hệ thường mạnh, thế tập tước vị hay thế chức so với các gia tộc cũng đều có thể tương đương. Đại diện của dòng họ này khi nói đến thì thường liên hệ với gia tộc của Tam đẳng Dũng Cần công Hà Hòa Lễ - một trong Ngũ đại khai quốc công thần của Hậu Kim. Hiếu Hiến Đoan Kính hoàng hậu, sủng phi của Thanh Thế Tổ Thuận Trị Đế, cùng người chị em đồng tộc Trinh phi và Ninh Khác phi, đều là một trong những hậu duệ của Dũng Cần công Hà Hòa Lễ.
Thời Dân Quốc trở về sau, Đổng Ngạc thị chủ yếu đổi qua họ Đổng (董), Triệu (赵), Hà (何), Khang (唐), Ngạc (鄂), Thành (成),...

## Lịch sử
Đổng Ngạc thị nguyên có nguồn gốc từ họ Y Nhĩ Căn Giác La thị của Ngõa Nhĩ Khách bộ (瓦尔喀部), một bộ tộc cư ngụ khu vực sông Ussuri, gần khu vực Hắc Long Giang, nay tương ứng với thành phố Hồn Xuân của tỉnh Cát Lâm. Sau đó, một hậu duệ của họ đi đến địa phương Đông Cổ Hà (冬古河), từ đó mà lấy đất làm họ, trở thành gia tộc thống trị nơi này. Năm Vạn Lịch thứ 12 (1584), Nỗ Nhĩ Cáp Xích nghe Đổng Ngạc bộ có nội loạn, bèn xuất 500 quân, tấn công thành Tề Cát Đáp (齐吉答) là thủ phủ của Đổng Ngạc bộ trưởng. Bộ trưởng khi ấy của Đổng Ngạc là A Hải (阿海) nghe tin bèn tử thủ thành, Nỗ Nhĩ Cáp Xích dùng hỏa công nhưng trời lại giáng tuyết xuống, kế hoạch thôn tính Đổng Ngạc bộ tạm thời phải dừng lại.
Nhưng không lâu sau đó, vào năm Vạn Lịch thứ 16 (1588), bộ trưởng của Đổng Ngạc bộ là Hà Hòa Lễ dẫn tam bộ quân dân quy phụ Nỗ Nhĩ Cáp Xích. Lúc đầu chỉ có 19 hộ, nhưng khi nhập Bát kỳ Mãn Châu thì có tới 20 chức Tá lĩnh truyền đời, vào thời Thanh thì ngoài gia tộc của Hà Hòa Lễ, còn phải kể đến Tam đẳng hầu Ngạc Thạc (鄂硕) và Tam đẳng Nam A Lan Châu (阿蘭珠), cả hai đều cũng tôn quý và có liên hệ với nhánh của Hà Hòa Lễ.
Dòng họ Đổng Ngạc thị đối với Y Nhĩ Căn Giác La thị quan hệ vô cùng chặt chẽ, A Lan Châu từng được ghi thành họ [Y Nhĩ Căn Giác La]. Và do có nguồn gốc [Giác La thị], mà họ Đổng Ngạc cũng có truyền thuyết là hậu duệ của họ Triệu nhà Tống.  Trong đó xuất thân hiển quý, thư pháp gia trứ danh triều Càn Long là Thiết Bảo (铁保) còn tự mình chứng minh có huyết thống với Việt vương Triệu Ti (趙偲) - hoàng tử thứ 17 của Tống Thần Tông.